# 广福站
广福站位于中华人民共和国四川省成都市天府新区成仁路和东山大道一段交汇处东北侧地下，呈南北向布置，是成都地铁1号线的地下车站，于2018年3月18日开通使用。本站因老地名“广福”而得名。

## 车站结构
本站为地下两层11米岛式站台车站，总长203.5米，标准段宽19.7米，主体建筑面积8350平方米，附属建筑面积4396平方米，总建筑面积12746平方米。
| 地面      |                                    | 出入口                           |  |
| 地下 一层 | 站厅层                             | 安检、售票机、站内商店           |  |
| 地下 二层 |                                    | 1号线列车往韦家碾方向 （海昌路） |  |
| 地下 二层 | 岛式站台，左边车门将会开启         |                                  |  |
| 地下 二层 | 1号线列车往科学城方向 （红石公园） |                                  |  |

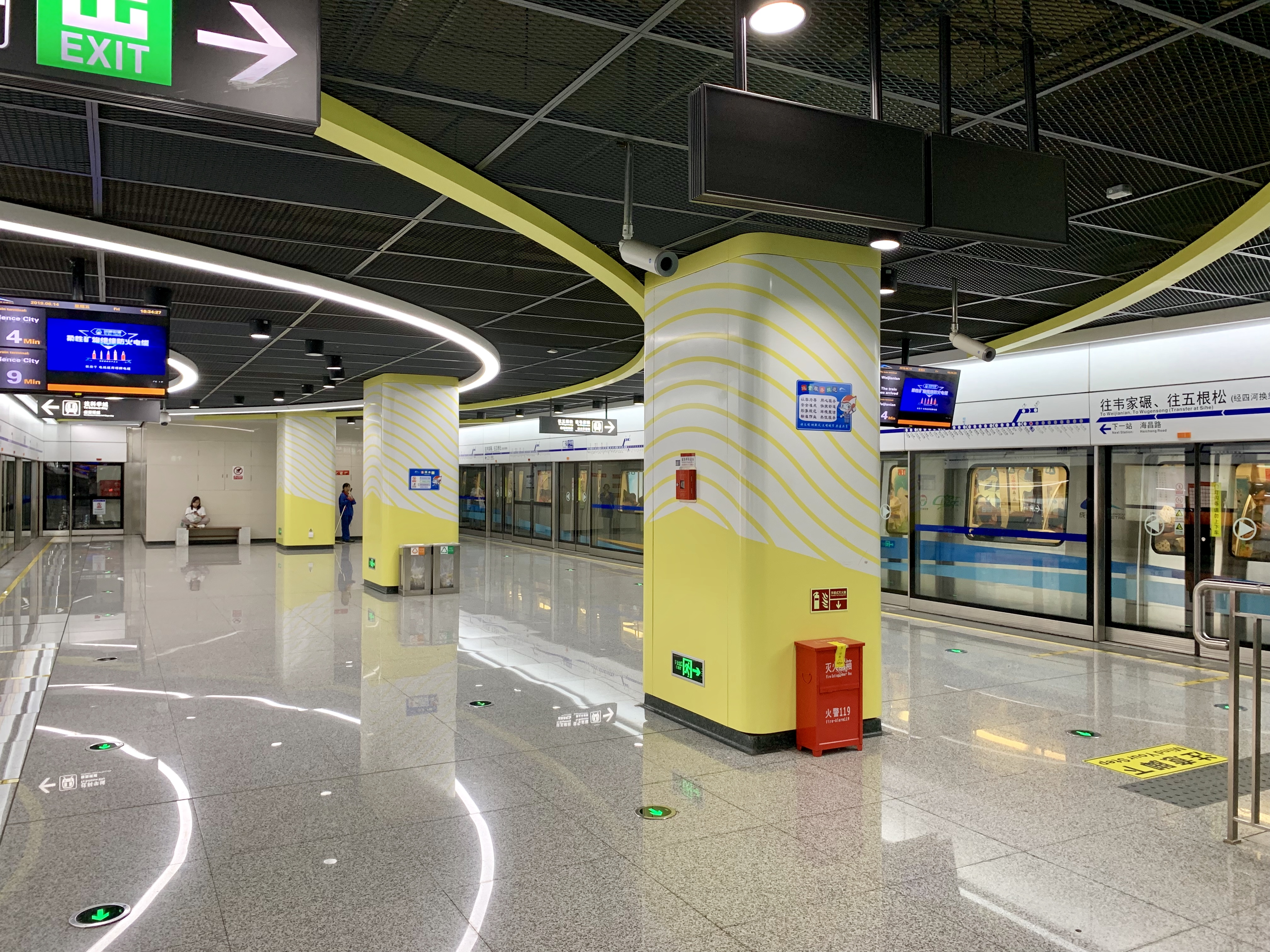
站台层
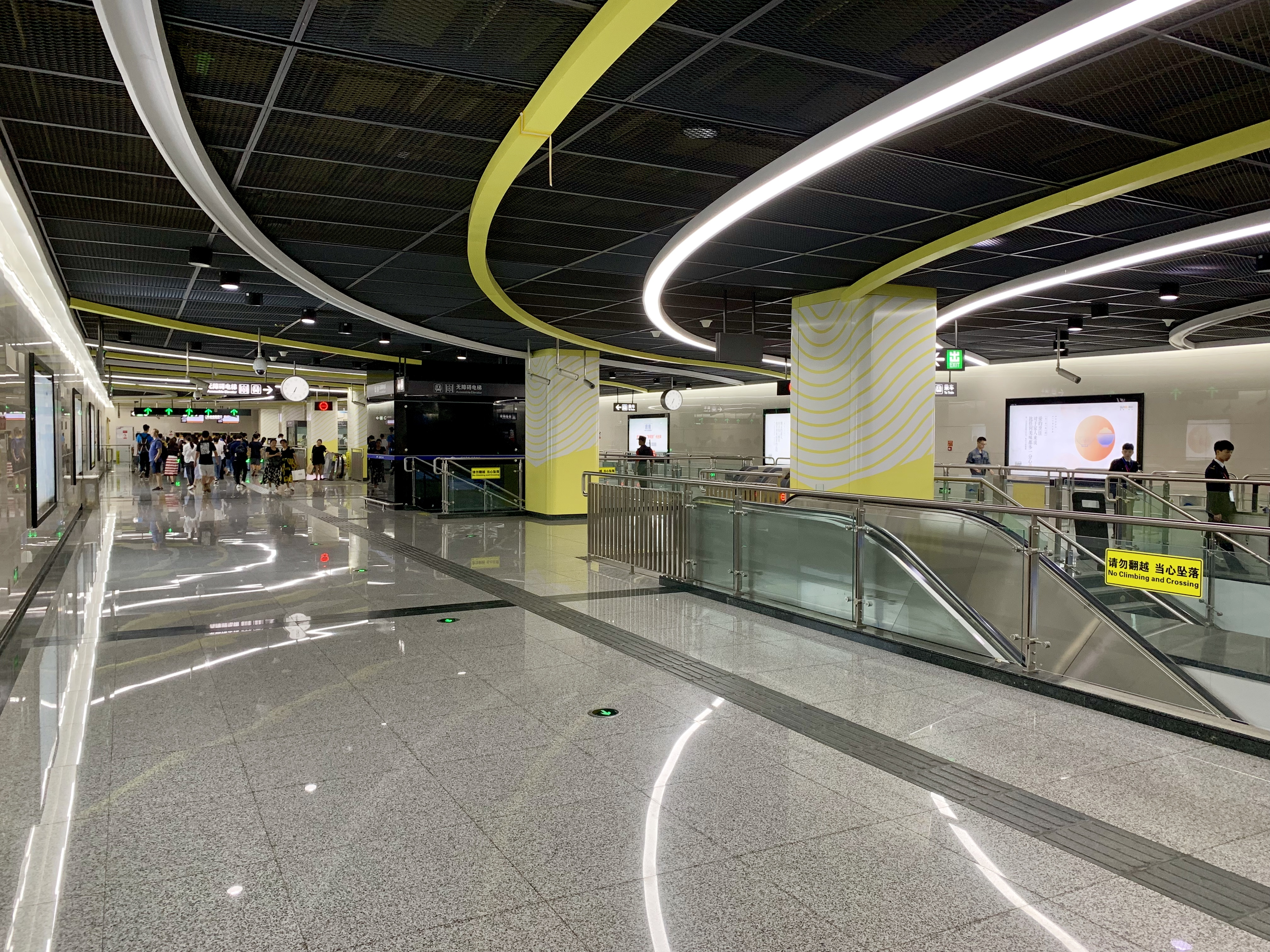
站厅层

## 内装与公共艺术
本站为1号线三期工程4座内装标准站之一。
本站延续1号线一期“一站一景”的传统，以黄色为基础色调，以水网为设计元素，用现代简约的风格，将照明方式融入设计造型中，体现“天府新象”的设计理念。

## 出入口信息
本站目前开放4个出入口。
| 出口编号     | 设施       | 地点           | 可到达目的地 |
| ------------ | ---------- | -------------- | ------------ |
|              |            |                |              |
|              | 无障碍电梯 | 两江路         |              |
| 出口 · A · 2 |            | 两江路         |              |
| 出口 · B     |            | 东山大道一段   |              |
| 出口 · C     |            | 天府大道南一段 |              |

## 公交换乘
503路，546路，T31路，T32路，T41路，T211路等。

## 大事记
- 2016年8月8日，主体结构封顶[6]；
- 2018年3月18日，正式开通使用[1]。